# Liste des sommets ultra-proéminents d'Afrique
Cet article recense les sommets ultra-proéminents d'Afrique, c'est-à-dire les sommets dont la proéminence topographique dépasse 1 500 m.

## Dénombrement
L'Afrique compte 83 sommets dont la proéminence topographique dépasse 1 500 m. 72 sont situés sur le continent africain à proprement parler, 11 sur des îles au large du continent.

## Liste

### Afrique de l'Ouest
L'Afrique de l'Ouest possède un unique sommet dont la proéminence dépasse 1 500 m.
| # | Sommet     | Pays         | Altitude (m) | Proéminence (m) | Col (m) | Coordonnées                 |
| - | ---------- | ------------ | ------------ | --------------- | ------- | --------------------------- |
| 1 | Loma Mansa | Sierra Leone | 1 945        | 1 665           | 280     | 9° 13′ 30″ N, 11° 07′ 00″ O |

### Maghreb
Le Maghreb possède 7 sommets dont la proéminence dépasse 1 500 m.
| # | Sommet             | Pays    | Altitude (m) | Proéminence (m) | Col (m) | Coordonnées                 |
| - | ------------------ | ------- | ------------ | --------------- | ------- | --------------------------- |
| 1 | Djebel Toubkal     | Maroc   | 4 167        | 3 755           | 412     | 31° 03′ 33″ N, 7° 54′ 57″ O |
| 2 | Ighil M'Goun       | Maroc   | 4 071        | 1 904           | 2 167   | 31° 30′ 30″ N, 6° 26′ 36″ O |
| 3 | Koudiet Tirbirhine | Maroc   | 2 456        | 1 901           | 555     | 34° 50′ 21″ N, 4° 31′ 00″ O |
| 4 | Lalla Khedidja     | Algérie | 2 308        | 1 720           | 588     | 36° 26′ 51″ N, 4° 13′ 42″ E |
| 5 | Adrar Bou Nasser   | Maroc   | 3 340        | 1 642           | 1 698   | 33° 34′ 06″ N, 3° 53′ 09″ O |
| 6 | Djebel Chélia      | Algérie | 2 328        | 1 612           | 716     | 35° 19′ 06″ N, 6° 38′ 15″ E |
| 7 | Djebel Igdet       | Maroc   | 3 615        | 1 609           | 2 006   | 30° 57′ 48″ N, 8° 26′ 36″ O |

### Cap-Vert
Les îles du Cap-Vert possèdent 2 sommets dont la proéminence dépasse 1 500 m.
| # | Sommet        | Pays                   | Altitude (m) | Proéminence (m) | Col (m) | Coordonnées                  |
| - | ------------- | ---------------------- | ------------ | --------------- | ------- | ---------------------------- |
| 1 | Pico do Fogo  | Cap-Vert (Fogo)        | 2 829        | 2 829           | 0       | 14° 57′ 00″ N, 24° 20′ 30″ O |
| 2 | Topo da Coroa | Cap-Vert (Santo Antão) | 1 979        | 1 979           | 0       | 17° 02′ 00″ N, 25° 17′ 45″ O |

### Chaîne du Cameroun
La chaîne du Cameroun, chaîne s'étendant sur une faille allant du lac Tchad au golfe de Guinée, possède 7 sommets dont la proéminence dépasse 1 500 m.
| # | Sommet               | Pays                            | Altitude (m) | Proéminence (m) | Col (m) | Coordonnées                 |
| - | -------------------- | ------------------------------- | ------------ | --------------- | ------- | --------------------------- |
| 1 | Mont Cameroun        | Cameroun                        | 4 070        | 3 931           | 139     | 4° 13′ 03″ N, 9° 10′ 18″ E  |
| 2 | Pico Basilé          | Guinée équatoriale (Bioko)      | 3 011        | 3 011           | 0       | 3° 35′ 00″ N, 8° 46′ 00″ E  |
| 3 | Mont Oku             | Cameroun                        | 3 011        | 2 491           | 520     | 6° 12′ 06″ N, 10° 31′ 03″ E |
| 4 | Pico de São Tomé     | Sao Tomé-et-Principe (São Tomé) | 2 024        | 2 024           | 0       | 0° 16′ 03″ N, 6° 32′ 36″ E  |
| 5 | Gran Caldera de Luba | Guinée équatoriale (Bioko)      | 2 261        | 1 539           | 722     | 3° 21′ 39″ N, 8° 32′ 21″ E  |

### Égypte
Deux sommets ultra-proéminents sont situés sur le territoire égyptien, dont un, le mont Sainte-Catherine, est situé au Sinaï, c'est-à-dire sur la partie asiatique du pays. Il est néanmoins mentionné dans la liste ci-dessous.
| # | Sommet                | Pays   | Altitude (m) | Proéminence (m) | Col (m) | Coordonnées                  |
| - | --------------------- | ------ | ------------ | --------------- | ------- | ---------------------------- |
| 1 | Mont Sainte-Catherine | Égypte | 2 629        | 2 404           | 225     | 28° 30′ 42″ N, 33° 57′ 09″ E |
| 2 | Jebel Shayib al Banat | Égypte | 2 187        | 1 747           | 440     | 26° 58′ 45″ N, 33° 29′ 15″ E |

### Îles atlantiques
| # | Sommet                 | Pays                     | Altitude (m) | Proéminence (m) | Col (m) | Coordonnées                  |
| - | ---------------------- | ------------------------ | ------------ | --------------- | ------- | ---------------------------- |
| 1 | Teide                  | Espagne (Tenerife)       | 3 718        | 3 718           | 0       | 28° 16′ 23″ N, 16° 38′ 22″ O |
| 2 | Roque de los Muchachos | Espagne (La Palma)       | 2 423        | 2 423           | 0       | 28° 45′ 17″ N, 17° 53′ 06″ O |
| 3 | Pic de las Nieves      | Espagne (Grande Canarie) | 1 949        | 1 949           | 0       | 27° 57′ 50″ N, 15° 33′ 57″ O |
| 4 | Pico Ruivo             | Portugal (Madère)        | 1 861        | 1 861           | 0       | 32° 45′ 50″ N, 16° 55′ 33″ O |
| 5 | Pic de Malpaso         | Espagne (El Hierro)      | 1 501        | 1 501           | 0       | 27° 43′ 44″ N, 18° 02′ 26″ O |

### Madagascar et îles voisines
La zone de Madagascar et des îles avoisinantes possède 6 sommets dont la proéminence dépasse 1 500 m.
| # | Sommet           | Pays                    | Altitude (m) | Proéminence (m) | Col (m) | Coordonnées                  |
| - | ---------------- | ----------------------- | ------------ | --------------- | ------- | ---------------------------- |
| 1 | Piton des Neiges | France (Réunion)        | 3 070        | 3 070           | 0       | 21° 05′ 54″ S, 55° 28′ 36″ E |
| 2 | Maromokotro      | Madagascar              | 2 876        | 2 876           | 0       | 14° 01′ 24″ S, 48° 57′ 57″ E |
| 3 | Karthala         | Comores (Grande Comore) | 2 361        | 2 361           | 0       | 11° 45′ 24″ S, 43° 21′ 42″ E |
| 4 | Pic Boby         | Madagascar              | 2 658        | 1 875           | 783     | 22° 11′ 42″ S, 46° 53′ 06″ E |
| 5 | Tsiafajavona     | Madagascar              | 2 643        | 1 663           | 980     | 19° 20′ 57″ S, 47° 14′ 36″ E |
| 6 | Ntingui          | Comores (Anjouan)       | 1 595        | 1 595           | 0       | 12° 12′ 54″ S, 44° 25′ 30″ E |

### Plateau éthiopien
Le Plateau éthiopien est l'une des zones les plus montagneuses du continent africain. On y retrouve 21 sommets ultra-proéminents.
| #  | Sommet           | Pays                | Altitude (m) | Proéminence (m) | Col (m) | Coordonnées                  |
| -- | ---------------- | ------------------- | ------------ | --------------- | ------- | ---------------------------- |
| 1  | Ras Dashan       | Éthiopie            | 4 533        | 3 980           | 553     | 13° 14′ 09″ N, 38° 22′ 15″ E |
| 2  | Batu             | Éthiopie            | 4 400        | 2 527           | 1 873   | 6° 49′ 33″ N, 39° 49′ 03″ E  |
| 3  | Ch'ok'e Terara   | Éthiopie            | 4 100        | 2 225           | 1 875   | 10° 42′ 48″ N, 37° 50′ 54″ E |
| 4  | Argun            | Éthiopie            | 3 418        | 2 208           | 1 210   | 6° 06′ 21″ N, 36° 44′ 33″ E  |
| 5  | Amba Farit       | Éthiopie            | 4 270        | 2 061           | 2 209   | 10° 57′ 06″ N, 39° 06′ 12″ E |
| 6  | Guge             | Éthiopie            | 3 568        | 2 013           | 1 555   | 6° 11′ 51″ N, 37° 22′ 51″ E  |
| 7  | Ramlo            | Érythrée            | 2 248        | 1 920           | 328     | 13° 23′ 27″ N, 41° 43′ 39″ E |
| 8  | Abuna Yosef      | Éthiopie            | 4 260        | 1 909           | 2 351   | 12° 08′ 27″ N, 39° 10′ 54″ E |
| 9  | Tulu Welel       | Éthiopie            | 3 301        | 1 742           | 1 559   | 8° 52′ 39″ N, 34° 48′ 42″ E  |
| 10 | Mont Smith       | Éthiopie            | 2 560        | 1 690           | 870     | 6° 13′ 57″ N, 36° 17′ 51″ E  |
| 11 | Aggio            | Éthiopie            | 3 358        | 1 630           | 1 728   | 7° 08′ 57″ N, 36° 32′ 39″ E  |
| 12 | Argun Nord       | Éthiopie            | 3 405        | 1 610           | 1 795   | 6° 33′ 00″ N, 36° 43′ 33″ E  |
| 13 | Mousa Alli       | Djibouti / Érythrée | 2 021        | 1 607           | 414     | 12° 28′ 15″ N, 42° 24′ 18″ E |
| 14 | Bada             | Éthiopie            | 4 195        | 1 605           | 2 590   | 7° 54′ 30″ N, 39° 23′ 30″ E  |
| 15 | Belaya           | Éthiopie            | 2 731        | 1 601           | 1 130   | 11° 28′ 27″ N, 36° 11′ 39″ E |
| 16 | Karkoor          | Somalie             | 2 120        | 1 598           | 522     | 11° 19′ 30″ N, 49° 44′ 51″ E |
| 17 | Mai Gudo         | Éthiopie            | 3 359        | 1 589           | 1 770   | 7° 29′ 27″ N, 37° 12′ 15″ E  |
| 18 | Dubbai           | Éthiopie            | 3 950        | 1 550           | 2 400   | 12° 51′ 30″ N, 39° 29′ 48″ E |
| 19 | Guna Terara      | Éthiopie            | 4 120        | 1 510           | 2 610   | 11° 42′ 39″ N, 38° 14′ 12″ E |
| 20 | Mont Delo        | Éthiopie            | 3 240        | 1 510           | 1 730   | 5° 49′ 15″ N, 37° 50′ 21″ E  |
| 21 | Mont Gara Muleta | Éthiopie            | 3 405        | 1 502           | 1 903   | 9° 15′ 24″ N, 41° 43′ 45″ E  |

### Plateau sud-africain
Le plateau sud-africain possède 6 sommets ultra-proéminents.
| # | Sommet             | Pays           | Altitude (m) | Proéminence (m) | Col (m) | Coordonnées                  |
| - | ------------------ | -------------- | ------------ | --------------- | ------- | ---------------------------- |
| 1 | Thabana Ntlenyana  | Lesotho        | 3 482        | 2 390           | 1 092   | 29° 28′ 06″ S, 29° 16′ 09″ E |
| 2 | Königstein         | Namibie        | 2 606        | 1 802           | 804     | 21° 08′ 57″ S, 14° 34′ 39″ E |
| 3 | Pic Du Toits       | Afrique du Sud | 1 995        | 1 730           | 265     | 33° 45′ 18″ S, 19° 11′ 12″ E |
| 4 | Mont Tama          | Angola         | 2 489        | 1 610           | 879     | 13° 47′ 09″ S, 13° 10′ 33″ E |
| 5 | Seweweekspoortpiek | Afrique du Sud | 2 325        | 1 543           | 782     | 33° 23′ 54″ S, 21° 22′ 03″ E |
| 6 | Inyangani          | Zimbabwe       | 2 592        | 1 515           | 1 077   | 18° 18′ 00″ S, 32° 50′ 30″ E |
| 7 | Mont Moco          | Angola         | 2 620        | 1 510           | 1 110   | 12° 27′ 48″ S, 15° 10′ 21″ E |

### Sahara
La région du Sahara regroupe 4 sommets ultra-proéminents.
| # | Sommet       | Pays    | Altitude (m) | Proéminence (m) | Col (m) | Coordonnées                  |
| - | ------------ | ------- | ------------ | --------------- | ------- | ---------------------------- |
| 1 | Emi Koussi   | Tchad   | 3 445        | 2 934           | 511     | 19° 47′ 30″ N, 18° 33′ 00″ E |
| 2 | Djebel Marra | Soudan  | 3 042        | 2 512           | 530     | 12° 56′ 00″ N, 24° 13′ 39″ E |
| 3 | Tahat        | Algérie | 2 908        | 2 328           | 580     | 23° 17′ 15″ N, 5° 31′ 45″ E  |
| 4 | Pic Toussidé | Tchad   | 3 315        | 1 593           | 1 722   | 21° 02′ 24″ N, 16° 28′ 12″ E |

### Vallée du Rift occidentale
La région occidentale de la vallée du Grand Rift regroupe 8 sommets ultra-proéminents.
| # | Sommet         | Pays                                       | Altitude (m) | Proéminence (m) | Col (m) | Coordonnées                 |
| - | -------------- | ------------------------------------------ | ------------ | --------------- | ------- | --------------------------- |
| 1 | Mont Stanley   | République démocratique du Congo / Ouganda | 5 109        | 3 951           | 1 158   | 0° 23′ 03″ N, 29° 52′ 24″ E |
| 2 | Mont Karisimbi | Rwanda                                     | 4 507        | 3 312           | 1 195   | 1° 30′ 30″ S, 29° 26′ 42″ E |
| 3 | Kinyeti        | Soudan du Sud                              | 3 187        | 2 120           | 1 067   | 3° 56′ 45″ N, 32° 54′ 36″ E |
| 4 | Emogadong      | Soudan du Sud                              | 2 623        | 1 730           | 893     | 4° 11′ 45″ N, 33° 07′ 48″ E |
| 5 | Kabobo         | République démocratique du Congo           | 2 725        | 1 604           | 1 121   | 5° 08′ 15″ S, 29° 03′ 06″ E |
| 6 | Mont Mohi      | République démocratique du Congo           | 3 480        | 1 592           | 1 888   | 2° 57′ 15″ S, 28° 46′ 48″ E |
| 7 | Wuhevi         | République démocratique du Congo           | 3 095        | 1 570           | 1 525   | 0° 08′ 33″ S, 29° 25′ 27″ E |
| 8 | Muhavura       | Rwanda / Ouganda                           | 4 127        | 1 530           | 2 597   | 1° 23′ 00″ S, 29° 40′ 33″ E |

### Vallée du Rift orientale
La région orientale de la vallée du Grand Rift regroupe 21 sommets ultra-proéminents.
| #  | Sommet            | Pays       | Altitude (m) | Proéminence (m) | Col (m) | Coordonnées                  |
| -- | ----------------- | ---------- | ------------ | --------------- | ------- | ---------------------------- |
| 1  | Kilimandjaro      | Tanzanie   | 5 892        | 5 882           | 10      | 3° 04′ 33″ S, 37° 21′ 06″ E  |
| 2  | Mont Kenya        | Kenya      | 5 199        | 3 825           | 1 374   | 0° 09′ 03″ S, 37° 18′ 27″ E  |
| 3  | Mont Méru         | Tanzanie   | 4 565        | 3 170           | 1 395   | 3° 14′ 48″ S, 36° 44′ 54″ E  |
| 4  | Mont Elgon        | Ouganda    | 4 321        | 2 458           | 1 863   | 1° 07′ 06″ N, 34° 31′ 30″ E  |
| 5  | Sapitwa           | Malawi     | 3 002        | 2 319           | 683     | 15° 57′ 00″ S, 35° 35′ 27″ E |
| 6  | Kimhandu          | Tanzanie   | 2 653        | 2 121           | 532     | 7° 05′ 33″ S, 37° 37′ 06″ E  |
| 7  | Oldoinyo Lesatima | Kenya      | 4 001        | 2 081           | 1 920   | 0° 18′ 42″ S, 36° 36′ 51″ E  |
| 8  | Hanang            | Tanzanie   | 3 420        | 2 050           | 1 370   | 4° 26′ 06″ S, 35° 24′ 00″ E  |
| 9  | Mont Loolmalasin  | Tanzanie   | 3 682        | 2 040           | 1 642   | 3° 03′ 00″ S, 35° 49′ 09″ E  |
| 10 | Mont Gelai        | Tanzanie   | 2 948        | 1 930           | 1 018   | 2° 36′ 48″ S, 36° 06′ 12″ E  |
| 11 | Mont Moroto       | Ouganda    | 3 083        | 1 818           | 1 265   | 2° 31′ 30″ N, 34° 46′ 21″ E  |
| 12 | Mont Kitumbeine   | Tanzanie   | 2 858        | 1 770           | 1 088   | 2° 53′ 36″ S, 36° 13′ 45″ E  |
| 13 | Chepunyal Hills   | Kenya      | 3 334        | 1 759           | 1 575   | 1° 39′ 33″ N, 35° 22′ 57″ E  |
| 14 | Serra Namuli      | Mozambique | 2 419        | 1 757           | 662     | 15° 21′ 27″ S, 37° 03′ 54″ E |
| 15 | Shengena          | Tanzanie   | 2 464        | 1 750           | 714     | 4° 16′ 03″ S, 37° 55′ 54″ E  |
| 16 | Sungwi            | Tanzanie   | 2 300        | 1 730           | 570     | 4° 43′ 54″ S, 38° 13′ 54″ E  |
| 17 | Mont Kadam        | Ouganda    | 3 063        | 1 690           | 1 373   | 1° 45′ 45″ N, 34° 42′ 33″ E  |
| 18 | Mtorwi            | Tanzanie   | 2 980        | 1 688           | 1 292   | 9° 04′ 42″ S, 34° 01′ 15″ E  |
| 10 | Mont Kulal        | Kenya      | 2 285        | 1 542           | 743     | 2° 43′ 45″ N, 36° 55′ 24″ E  |
| 20 | Mont Karenga      | Tanzanie   | 2 279        | 1 529           | 750     | 7° 41′ 12″ S, 36° 52′ 51″ E  |
| 21 | Mont Ng'iro       | Kenya      | 2 848        | 1 501           | 1 347   | 2° 11′ 30″ N, 36° 48′ 57″ E  |